# Kazimierz Zimny
Kazimierz Franciszek Zimny (Tczew, 4 giugno 1935 – 30 giugno 2022) è stato un mezzofondista polacco.

## Palmarès
| Anno | Manifestazione  | Sede      | Evento       | Risultato | Prestazione | Note |
| ---- | --------------- | --------- | ------------ | --------- | ----------- | ---- |
| 1958 | Europei         | Stoccolma | 5000 m piani | Argento   | 13'55"2     |      |
| 1960 | Giochi olimpici | Roma      | 5000 m piani | Bronzo    | 13'44"8     |      |
| 1962 | Europei         | Belgrado  | 5000 m piani | Argento   | 14'01"8     |      |

## Campionati nazionali
1954
- 6º ai campionati polacchi di corsa campestre - 11'39"

1956
- Argento ai campionati polacchi di corsa campestre - 16'58"

1960
- Oro ai campionati polacchi, 5000 m piani - 13'56"2

1964
- Argento ai campionati polacchi, 5000 m piani - 14'01"8

1965
- Oro ai campionati polacchi, 5000 m piani - 13'58"6
- Oro ai campionato polacchi di corsa campestre - 23'43"8

1966
- Oro ai campionati polacchi, 5000 m piani - 14'12"4
- Oro ai campionato polacchi di corsa campestre - 22'09"6

1967
- Oro ai campionato polacchi di corsa campestre - 18'42"4

## Altre competizioni internazionali
1965
- Bronzo in Coppa Europa ( Stoccarda), 10000 m piani - 28'46"0